# قرار مجلس الأمن التابع للأمم المتحدة رقم 1002
قرار مجلس الأمن التابع للأمم المتحدة رقم 1002، اتخذ بالإجماع في 30 حزيران / يونيو 1995، بعد الإشارة إلى القرارات 621 (1988) و 658 (1990) و 690 (1991) و 725 (1991) و 809 (1993) و 907 (1994) و 973 (1995) و 995 (1995)، ناقش المجلس تنفيذ خطة التسوية في الصحراء الغربية ومدد ولاية بعثة الأمم المتحدة للاستفتاء في الصحراء الغربيةحتى 30 أيلول / سبتمبر 1995.
وأعرب مجلس الأمن عن قلقه من أن الشك وانعدام الثقة بين الأطراف ساهما في التأخير في تنفيذ خطة الأمم المتحدة للصحراء الغربية. من أجل تحقيق التقدم، يجب أن يكون لدى الطرفين رؤية لفترة ما بعد الاستفتاء. وكان الأمين العام بطرس بطرس غالي قد وضع أهدافًا لتقييم خطة التسوية، بما في ذلك الإفراج عن السجناء السياسيين، واحتجاز قوات البوليساريو وخفض القوات المغربية في الإقليم.
وأكد القرار من جديد التزام المجلس بإجراء استفتاء لتقرير مصير شعب الصحراء الغربية. ومع ذلك، تم الإعراب عن القلق إزاء التأخير المستمر في تنفيذ خطة الاستفتاء كجزء من خطة التسوية الشاملة؛ وتم حث جميع الأطراف على عدم عرقلة تنفيذ خطة التسوية، وطلب من الأمين العام إقناع المغرب وجبهة البوليساريو باستئناف المشاركة في تنفيذها. وطُلب من بطرس غالي كذلك بحلول 10 أيلول / سبتمبر 1995 تقديم تقرير عن التقدم المحرز في هذا المجال.
وكان من المتوقع أن يجري الاستفتاء في أوائل عام 1996، مع كون تشرين الثاني / نوفمبر 1995 باعتباره بداية الفترة الانتقالية. واستنادا إلى تقرير آخر مقدم من الأمين العام، تقرر ما إذا كانت ستستمر ولاية البعثة إلى ما بعد 30 أيلول / سبتمبر 1995.

## روابط خارجية
- نص القرار في undocs.org